# Empire V
Ампи́р «В». По́весть о настоя́щем сверхчелове́ке (2006) — восьмой роман Виктора Пелевина.
Роман вышел 2 ноября 2006 года.
Формально действие «Empire V» происходит в XXI веке, а главному герою, от имени которого ведётся повествование, около 20 лет. Особое место в пространстве «Empire V» занимают корпорации («Пятая империя») и корпоративная культура.
Одноимённая экранизация романа режиссёра Виктора Гинзбурга планировалась к выходу в российский прокат в 2022 году, но была отложена на неопределенный срок. Главные роли в фильме исполнили Павел Табаков и Мирон Фёдоров.

## Сюжет
Молодой человек по имени Роман Александрович Шторкин становится вампиром. Это происходит, когда Рома случайно знакомится с другим вампиром — Брамой, который решил покончить с собой после вампирической дуэли. Но перед этим он обязан передать другому человеку язык — особую сущность, делающую человека вампиром. С помощью «языка» вампир может читать мысли человека или другого вампира, попробовав его кровь. Как говорят вампиры — «дегустация».
Так Рома становится вампиром. Сменив по традиции вампиров имя на Рама, он должен теперь сменить образ мыслей. Для этого, как и каждый молодой вампир, он изучает курс двух главных вампирических наук: гламура и дискурса. Социализация вампира парадоксальна: с одной стороны он был и в какой-то мере остаётся человеком. С другой стороны, он становится вампиром, который должен по своей природе контролировать гламур и дискурс, вместо того чтобы поддаваться ему. Для вампира это основной способ контролировать человечество и одновременно питаться.
Рама быстро осваивается в обществе вампиров. Постепенно он всё больше привыкает к тому, что все его новые знакомые и он сам носят имена богов, что слово «кровь» неприлично произносить вслух и что он больше не человек. Общество вампиров живёт, почти не пересекаясь с обществом людей, и строится на ценностях, не имеющих ничего общего с человеческими. При этом человечество пронизано агентами вампиров — «халдеями», задающими нужное вампирам направление культурной и общественной жизни. Полноценные любовные отношения вампир может иметь только с себе подобными, в книге описаны сложные отношения Рамы с новой вампиршей по имени Гера.
Рама узнаёт, что все произведения о вампирах и сама их мифология намеренно искажены самими вампирами для создания информационной завесы в человеческом обществе, при этом пелевинские вампиры не боятся света, религиозной и прочей атрибутики, не имеют длинных зубов и не нуждаются в употреблении крови. Они представляют собой особую расу существ-симбионтов, вампирическая часть которых, «язык», скрывающаяся в нёбе, переходит со временем от носителя к носителю. Способность читать мысли позволяет вампирам контролировать людей, а контроль дискурса и гламура позволяет делать то же самое со всем обществом. Основная цель любого вампира — контролировать человечество и заставлять его работать и зарабатывать деньги, а одно из средств — дегустация «красной жидкости». Процесс зарабатывания денег человечеством сакрализирован и опосредованно приводит к выработке баблоса — особого молочка, выделяемого Великой Мышью Иштар. И именно оно нужно вампирам, а точнее — их языкам.
Жизнь Рамы после обращения состоит не только из учёбы. Ему тяжело быть вампиром, он задумывается над вечными вопросами: «Откуда взялся мир?», «Что будет после смерти?», «Что есть истина?», «Что есть Бог?» и активно ищет ответы на них. Пытаясь понять, что с ним происходит, он делает записи, из которых и состоит книга. Старшие вампиры считают такие чувства обычной для молодых пустой блажью, но это не останавливает Раму, который старается узнать больше о смысле своей жизни, теперь уже — жизни вампира. Некоторую помощь оказывает нетипичный вампир-толстовец Озирис, употребляющий кровь и отказавшийся от баблоса.
В конце книги выясняется, что Раму оставили недоучкой умышленно, поскольку готовили его не для жизни в своем обществе, а для принесения в жертву. Но проиграв в поэтической дуэли, он лишился этого предназначения, и на заклание ушел его соперник (который не знал, что на самом деле выиграл). Гера же становится новой главой общества вампиров (по крайней мере на евразийском пространстве), лишаясь своего туловища и продолжая существовать в виде головы на ложноножке, представляя человеческую часть сущности Иштар.

## Издания
- 2006 — Виктор Пелевин. Ампир «В». — Эксмо, 2006. — 416 с. — 150 100 экз. — ISBN 5-699-19085-6.
- 2007 — Виктор Пелевин. Ампир «В» (аудиокнига MP3). — СиДиКом, Эксмо, 2007. — ISBN AB-02085-HB-0-RU.
- 2008 — Виктор Пелевин. Ампир «В». — Эксмо, 2008. — 416 с. — 7100 экз. — ISBN 978-5-699-19085-0.
- 2009 — Виктор Пелевин. Empire «V». — Эксмо, 2009. — 448 с. — 8000 экз. — ISBN 978-5-699-36990-4.
- 2010 — Виктор Пелевин. Empire «V». — Эксмо, 2010. — 416 с. — 10 000 экз. — ISBN 978-5-699-42420-7.
- 2012 — Виктор Пелевин. Empire «V». — Эксмо, 2012. — 448 с. — 10 000 экз. — ISBN 978-5-699-59375-0.
- 2016 — Виктор Пелевин. Empire «V». — Азбука, 2016. — 416 с. — 5000 экз. — ISBN 978-5-389-10814-1.